# 徐果人
徐果人（1880年—1945年）名嶲，字果人，以字行，江蘇武進人。清朝及中华民国政治人物、教育家。

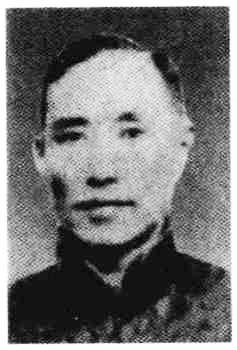
徐果人

## 生平
徐果人是清朝秀才、附生。举人出身的庄鼎彝（1855-1909）于1904年放弃了汉口招商局文案职务，回到家乡，将冠英义塾改建为学堂，自任监督。当年招生40人。1905年2月，庄鼎彝经与族叔庄幼蓉商议后，与庄蕴宽、徐果人等人将学堂迁入庙沿河庄氏三贤祠，后来更名为“冠英两等学堂”，当时有学生87人，其中高等分甲、乙两班共55名学生，初等一个班共32名学生。1906年，庄鼎彝派该校教务长徐果人赴日本考察，并聘请一位日本籍教员来教博物。
后来，徐果人歷任江蘇諮議局秘書、雲南第三礦務監督署僉事、雲南財政廳總務科科長、巡按使署谘议官、都督府秘書。上海《时事新报》、商务印书馆编译所编译，共和党、进步党总干事，武进劝学所总董。
1918年，徐果人当选为安福国会参议员，任至1920年安福国会解散。任内，1919年五四运动时参与连署《张玉庚等请政府训令专使拒绝签字提议案》。
民国6年（1917年）后，徐果人曾与钱以振、江上达等人在常州合股创办常州商业银行、常州纱厂、富华储蓄银行。民国10年（1921年），徐果人当选第三届江蘇省議會议员、議長。任内逢江浙战争爆发，徐果人代表江苏省议会致电江苏督军齐燮元，呼吁“停止内战，保境安民”。
1925年至1926年，徐果人任临时参政院参政。
1938年6月7日，徐果人被任命为中华民国维新政府下属的江苏省政府秘书长（省长为陈则民）。直到1940年6月20日汪曾武被任命为江苏省政府秘书长（同日高冠吾被任命为省主席，接替陈则民）。
民国34年（1945年），徐果人逝世，享年65岁。 